# 我们共视的难题

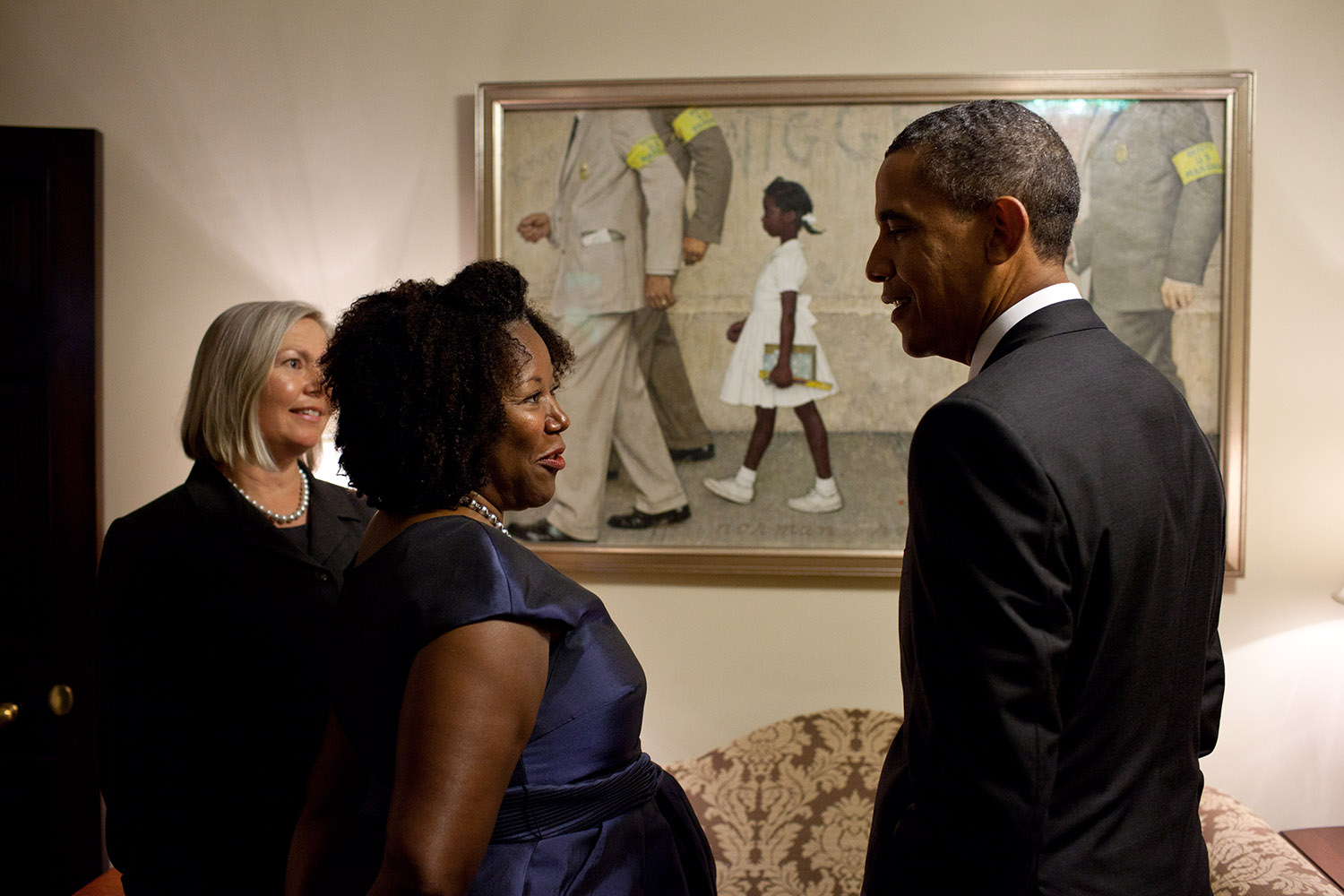

《我们共视的难题》（英语：The Problem We All Live With）是美国艺术家诺曼·洛克威尔于1964年创作的油画作品，该画作亦是民权运动的重要标志之一。
《我们共视的难题》描绘的是非裔美国人露比·布里奇斯（Ruby Bridges）于1960年11月14日通学期间遭受的袭击景象。露比·布里奇斯当时正在前往一所仅限白人就读的公立学校，由于暴力威胁，她由四名法警护送。
画面中，露比·布里奇斯身后的墙上写有种族歧视词语“黑鬼（Nigger）”以及“KKK（即三K党）”，有人试图用西红柿袭击她，但砸在了墙上。

## 现状

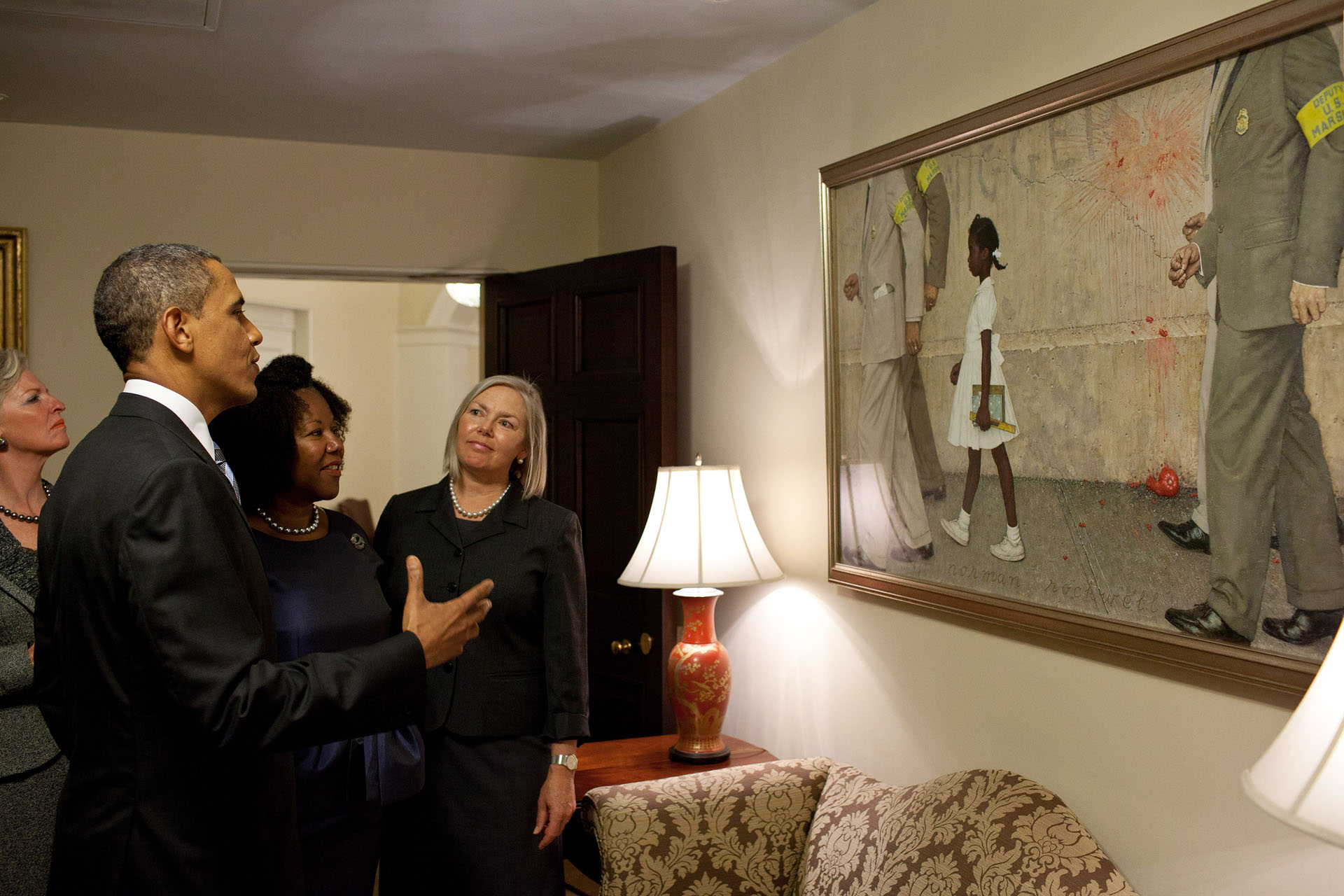

应露比·布里奇斯本人建议，时任美国总统奥巴马在2011年7月到10月将油画《我们共视的难题》挂在白宫内。